# Hemiplejía moral
La hemiplejía moral es un término acuñado por el filósofo español José Ortega y Gasset, en el prólogo para su obra en versión francesa de La rebelión de las masas, publicada en mayo de 1937:

Ser de la izquierda es, como ser de la derecha, una de las infinitas maneras que el hombre puede elegir para ser un imbécil: ambas, en efecto, son formas de la hemiplejía moral...

Su intención con este neologismo es criticar a las personas que, autodeterminándose dentro de la derecha o la izquierda políticamente hablando, son incapaces de pensar de una forma extensa, más allá de su ideología, de forma análoga a la persona que padece de la parálisis motora en la mitad de su cuerpo (hemiplejía). Y ya no solo como una limitación del pensamiento, sino, tal y como era Ortega y Gasset, visto desde una perspectiva de la filosofía. El ser humano, viene a decir, no debe centrar la visión de su vida o de sus actos desde la óptica de la política, sino desde la óptica de la filosofía, que es la verdaderamente innata en la humanidad.